# Alexander Gode
Alexander Gottfried Friedrich Gode-von-Aesch, conegut simplement com Alexander Gode (Bremen, 30 d'octubre de 1906 - Mount Kisco, Nova York; 10 d'agost de 1970) va ser un lingüista germànic-estatunidenc, traductor i la força conductora darrere la creació de la llengua auxiliar interlingua.

## Biografia
Fill d'un pare alemany i una mare suïssa, Gode va estudiar en la Universitat de Viena i la Universitat de París abans de partir als Estats Units i tornar-se ciutadà en 1927. Va ser un instructor en la Universitat de Chicago i la Universitat de Colúmbia, on va rebre el seu títol de Ph.D. en Estudis en Llengües Germàniques en 1939.
Entre 1960 i 1963 va presidir la American Translators Association.

## Interlingua
Gode va estar involucrat en la International Auxiliary Language Association (Associació Llengua Auxiliar Internacional) (IALA) des de 1933, al principi esporàdicament. En 1936 la IALA va començar el desenvolupament d'una nova llengua internacional auxiliar i en 1939 Gode va ser contractat per a assistir en aquesta labor.
Després que André Martinet va ser posat per a liderar la recerca en 1946, les visions de tots dos van entrar en conflicte perquè Gode pensava que Martinet estava tractant d'esquematitzar massa la nova llengua, barrejant-la amb l'occidental. Gode no va veure la necessitat d'inventar una llengua, com a producte d'un disseny apriori. En canvi, ell i el director de recerca anterior Ezra Clark Stillman volien registrar el vocabulari internacional que, des de la seva perspectiva, encara existia. Això va ser realitzat – abans de Martinet – extraient i modificant sistemàticament paraules de les llengües de control existents de manera tal de ser vistes com a dialectes d'una llengua comuna, amb les seves pròpies peculiaritats. Quan Martinet va renunciar en 1948 per una disputa de salari, Gode va prendre el lideratge i va aconseguir implementar la seva visió. El resultat va ser interlingua, el diccionari i la gramàtica es van publicar en 1951.
En 1953, el rol de la IALA va ser pres per la Divisió d'Interlingua del Science Service, i Gode es va convertir en el director de la divisió. Va continuar el seu compromís amb interlingua fins a la seva mort traduint textos científics i de medicina a interlingua. Va guanyar premis per això de la American Medical Writers Association (Associació Americana d'Escriptors Mèdics) i la International Federation of Translators (Federació Internacional de Traductors).